# Enad Licina
Enad Licina (Novi Pazar, 14 november 1979) is een Duits bokser van Servische afkomst. Hij werd Servisch kampioen in 2004 bij de zwaargewichten.
Licina begon op 16-jarige leeftijd met boksen. Licina heeft tot op heden 16 professionele wedstrijden gespeeld. Daarvan won hij er 15; negen maal werd de wedstrijd in zijn voordeel beslist door knock-out.
Zijn grootste succes tot nu toe was de derde plaatst bij de wereldkampioenschappen van 1997 in de cruisergewichtsklasse.
In 2005 kwam hij onder contract bij Wilfried Sauerland. Sindsdien wordt hij getraind door Manfred Wolke. Op 9 november 2008 won hij door knock-out van Otis Griffin in de derde ronde om de IBF Intercontinental Belt in het cruisergewicht.